# Duefotografering
Duefotografering er en luftfototeknik opfundet i 1907 af den tyske apoteker Julius Neubronner, som også brugte duer til at bringe medicin ud. En brevdue blev udstyret med et brystskjold af aluminium, og herpå var der anbragt et letvægtsminikamera med forsinket udløsning. Neubronners ansøgning om tysk patent blev i første omgang afslået, men i december 1908 fik han patentet, da han kunne fremvise autentiske billeder taget af duerne. Han demonstrerede teknikken på Dresden Internationale Fotoudstilling i 1909 og solgte nogle postkort med billederne på på Frankfurt Internationale Luftfartsudstilling og flystævnet i Paris i 1910 og 1911.
I udgangspunktet syntes det militære potentiale for duefotografering til luftrekognoscering at være tillokkende. Afprøvninger på slagmarker under første verdenskrig gav lovende resultater, men den sekundære teknik med mobile dueslag til brevduer havde større betydning. Som følge af den hastig forbedring af flyvemaskinerne under krigen svandt den militære interesse for duefotografering stille og roligt, og Neubronner indstillede sine eksperimenter. Ideen blev kortvarigt genoptaget i 1930'erne af en schweizisk urmager og muligvis også af de tyske og det franske militærer. Skønt krigsduer blev anvendt i stor stil under anden verdenskrig, er det uklart, i hvilket omfang duer blev brugt til luftrekognoscering, hvis overhovedet. Det amerikanske CIA udviklede senere et batteridrevet kameradesign beregnet på duefotografering som spionagemiddel; detaljerne om anvendelsen er fortsat klassificeret.
Konstruktionen af et tilstrækkeligt lille og let kamera med en tidsbaseret udløsermekanisme samt træning og pasning af duerne, så de accepterede at flyve med den ekstra last, var særdeles udfordrende. Det samme var den begrænsede kontrol over fuglenes positioner, retninger og hastigheder, når billederne blev taget. I 2004 anvendte BBC små tv-kameraer fastgjort på falke og duehøge for at få optagelser live. I nutiden er der forskere, amatører og kunstnere, der fastgør kameraer på forskellige dyrearter.

## Baggrund
De første luftfotos blev taget i 1858 af ballonføreren Nadar; i 1860 tog James Wallace Black det ældste eksisterende luftfoto, ligeledes fra en ballon. Efterhånden som fototeknikken blev forbedret var der nogle pionerer, der placerede kameraer i førerløse flyvende genstande. I 1880'erne eksperimenterede franskmanden Arthur Batut med dragefotografering. Man fulgte i hans fodspor, og i 1896 blev der taget nogle berømte luftfotos af Boston med denne metode foretaget af William Abner Eddy. Amedee Denisse forsynede en raket med et kamera og en faldskærm, og Alfred Nobel eksperimenterede også med raketfotografering i 1897.
Brevduer blev brugt i stor stil i 1800- og 1900-tallet, både til civilt og militært brug (krigsduer. I den fransk-preussiske krig i 1870 førte brevduer op imod 50.000 mikrofilmede telegrammer per duetransport fra Tours til det belejrede Paris. Samlet blev der fløjet omkring 150.000 enkelte telegrammer (private og med statsdepecher) i den periode. I 1889 gennemførte det Tekniske Societet i Det Russiske Kejserrige fra Sankt Petersborg et eksperiment, hvor lederen af det russiske ballonkorps tog luftfotos fra en ballon og sendte negativerne med brevdue til jorden.

## Julius Neubronner
I 1903 genoptog Julius Neubronner, en apoteker fra Kronberg im Taunus nær Frankfurt am Main, en praksis, som hans far havde påbegyndt et halvt århundrede forinden, med at modtage recepter fra et nærtliggende sanatorium ved hjælp af brevduer (dette blev indstillet igen tre år senere, da sanatoriet lukkede). Han leverede hastende medicin på op til 75 gram på samme måde, og han fik placeret nogle af sine brevduer hos sin leverandør i Frankfurt, hvorved han selv opnåede hurtigere leveringer. Da en af hans duer i en tåge mistede orienteringen og på besynderlig vis dukkede op igen, velnæret, fire uger senere, fik Neubronner en fjollet ide om at udstyre sine duer med automatiske kameraer for at spore deres ruter. Ideen førte ham til at kombinere sine to hobbyer, fascinationen af brevduer og fotografering. Senere fandt han ud af, at den forsvundne due var blevet passet af en restaurantejer i Wiesbaden.
Efter med held at have afprøvet et Tecka minikamera monteret på et tog og under slædekørsel påbegyndte Neubronner udviklingen af et let minikamera, der kunne fæstes på brystet af en due ved hjælp af seler og et kyras. Han trænede duerne omhyggeligt til at bære den ekstra last ved hjælp af modeller i træ af kameraer med vægte fra 30 til 75 gram. For at få taget et luftfoto førte Neubronner en due til et sted omkring 100 km fra dens hjem, hvorpå den blev udstyret med kamera og sluppet fri. Duen, der gerne ville af med sin byrde, ville typisk flyve den mest direkte vej i 50-100 m højde. Et pneumatisk system i kameraet styrede tidsforsinkelsen, før fotoet blev taget. For at hjælpe den tungt lastede due var dueslaget forsynet med et bredt, elastisk landingsområde, og hullet var ekstra bredt.
Ifølge Neubronner eksisterede der omkring en halv snes eksemplarer af hans kamera. I 1907 var resultaterne gode nok til, at han ansøgte om patent. I første omgang fik hans opfindelse "Metode og midler til at tage landskabsbilleder fra oven" afslag på patent af det tyske patentbureau som værende en umulighed, men efter en præsentation af attesterede fotos blev patentet givet i december 1908 (det oprindelige afslag var baseret på manglende forståelse for tamduers bæreevne). Teknologien blev kendt i en større offentlighed i forbindelse med Neubronners deltagelse på Dresden Internationale Fotoudstilling i 1909 samt på Frankfurt Internationale Luftfartsudstilling samme år. Tilskuerne i Dresden kunne overvære duernes ankomst, og de billeder, de havde taget, blev lavet til postkort. Neubronners fotos vandt priser i Dresden samt ved flystævnet i Paris i både 1910 og 1911.
Et foto af Schloss Friedrichshof blev berømt på grund af, at det ved et tilfælde fik fotografens vingespids med på billedet. I modstrid med ophavsrettighederne blev det vist i tyske biografer i 1929 i forbindelse med de viste nyheder.
I en lille bog udgivet i 1909 beskrev Neubronner fem kameramodeller:
- "Dobbeltkameraet" som beskrevet i patentet havde to linser, der pegede i modsatte retninger (frem og tilbage), begge med en brændvidde på 40 mm. Med en enkelt lukkemekanisme kunne kameraet dermed tage to billeder samtidig på det tidspunkt, det pneumatiske system var indstillet til.
- Et stereoskopisk kamera fungerede på samme måde, men havde linserne pegende samme vej.
- En model var i stand til at medbringe film og kunne dermed tage flere billeder efter hinanden.
- På en model var linsen placeret på en bælg. En saksemekanisme holdt bælgen i sin udspilede tilstand, til billedet var taget, hvorpå det straks trak den sammen. På denne måde kunne han fremstille billeder på 6 cm × 9 cm på en fotografisk plade med en brændvidde på 85 mm.
- I et panoramakamera var lukkeren erstattet af en 180° rotation af selve linsen.[7] Modellen blev udgangspunkt for et Doppel-Sport panoramakamera, som Neubronner forsøgte at markedsføre omkring 1910. Det opfangede et panoramaområde på en 3 cm × 8 cm film. Kameraet kom dog aldrig i produktion.[14]

I en udgivelse fra 1920 beskrev Neubronner sin seneste model ved, at den vejede en smule mere end 40 gram og var i stand til at tage 12 billeder. I 2007 noterede en forsker sig, at der kun fandtes ganske beskedne tekniske informationer om linser, lukkere og hastigheden af det fotografiske medie, men kunne samtidig meddele, at Neubronner havde anskaffet sig filmene til sit panoramakamera hos ADOX. Herudfra estimerede han, at følsomheden på dette kamera måtte have været ISO 25/15° – 40/17°, og at lukketiden måtte have været 1/60 s - 1/100 s. Filmens format var beskåret til et format på 30 mm × 60 mm og bøjet, så det havde en konkav form for at forhindre unødvendig forvrængning ved linsens halvcirkelbevægelse.
I 1920 indså Neubronner, at hans ti år med hårdt arbejdet og betydelige udgifter ikke havde givet ham andet end optagelse i encyklopædier og den tilfredsstillelse, der lå i, at en sekundær teknologi, det flytbare dueslag, havde vist sit værd i krigen. Neubronners panoramakamera er nu udstillet på Deutsches Technikmuseum Berlin og Deutsches Museum i München.

## Første verdenskrig
Neubronners opfindelse var i det mindste delvis motiveret af udsigten til militære anvendelser. På den tid var fotografering i forbindelse med luftrekognoscering mulig, men ret besværlig, da det enten involverede balloner, drager eller raketter. Brødrene Wrights succesfulde flyvning i 1903 bragte nye muligheder, og overvågningsfly kom frem og blev perfektionerede under første verdenskrig. Samtidig var duefotografering, trods praktiske problemer, fortsat lovende med mulighed for at levere komplementære og mere detaljerede billeder taget fra lav højde.
Det preussiske krigsministerium var interesseret, men en vis skepsis måtte håndteres med en række succesrige demonstrationer. Duerne viste sig at være relativt ugenerede af eksplosioner, men i kampsituationer var det nødvendigt at flytte dueslaget, og duerne tager noget tid om at orientere sig mod den nye placering.  Problemet med at få brevduer til at acceptere et flyttet dueslag med begrænset ny træning havde delvist været løst i den italienske hær omkring 1880; den franske artillerikaptajn Reynaud løste det ved at opdrætte duerne i et dueslag, der blev flyttet omkring. Der er ikke noget, der tyder på, at Neubronner skulle være bekendt med dette arbejde, men han vidste, at der måtte være en løsning på problemet, da han havde hørt om en arbejdsmand i et omrejsende tivoli, der også holdt duer med et dueslag på sin vogn. Ved udstillingerne i 1909 i Dresden og Frankfurt præsenterede han en lille vogn, der var en kombination af et mørkekammer og et mobilt dueslag i stærke farver. Ved måneders hårdt arbejde trænede han unge duer til at vende tilbage til slaget, også efter det var blevet flyttet.
I 1912 havde Neubronner omsider nået sit mål, sat i 1909, om at fotografere vandværkerne i Tegel udelukkende ved brug af de mobile dueslag. Små ti års forhandlinger var planlagt til at slutte i august 1914 med en praktisk test af en manøvre i Strasbourg efterfulgt af statens køb af opfindelsen. Disse planer blev forpurret af krigens udbrud. Neubronner fik derpå tvangsudskrevet alle sine duer og alt sit udstyr til militæret, som afprøvede dem på slagmarken med tilfredsstillende resultat; dog blev teknikken ikke særlig udbredt.
I stedet blev krigsduer under den nu opståede udmattelseskrig brugt til det, de tidligere havde været brugt til i krig, som brevduer. Neubronners mobile dueslag fandt vej til slaget ved Verdun, hvor det viste sig så fordelagtigt, at lignende faciliteter blev brugt i større skala under slaget ved Somme. Efter krigen meddelte krigsministeriet Neubronner, at brugen af duer til luftfotografering ikke havde nogen militær værdi, og at der ikke var brug for yderligere eksperimenter.
Det Internationale Spionmuseum i Washington D.C. har et lille rum afsat til brevduer og duefotografering under første verdenskrig.

## Anden verdenskrig
På trods af krigsministeriets afvisning af duefotografering i årene lige efter første verdenskrig blev det i 1932 rapporteret, at den tyske hær optrænede duer til fotografering, og at de tyske kameraer var i stand til 200 eksponeringer per tur. Samme år meddelte franskmændene, at de havde udviklet filmkameraer til duer samt en metode til at få fuglene sluppet løs bag fjendens linjer ved hjælp af specialtrænede hunde.
Skønt krigsduer og mobile dueslag blev brugt i stor udstrækning under anden verdenskrig, er det uklart, hvor meget (hvis overhovedet) det blev brugt til luftfotografering. Ifølge en rapport fra 1942 opdagede den sovjetiske hær forladte tyske lastbiler med duekameraer, der kunne tage fotos med fem minutters intervaller, samt hunde, der var trænet til at bære duerne i kurve. På den allierede side blev det så sent som i 1943 beskrevet, at det amerikanske signalkorps var bekendt med muligheden for at tage teknikken i brug.
Det er dog sikkert, at duefotografering under anden verdenskrig blev introduceret for tyske børn i legetøjsform. Fra omkring 1935 blev de legetøjsfigurer, der blev produceret under mærket Elastolin, hvoraf nogle viste motiver fra før 1918, men med opdaterede uniformer, nu suppleret med signalkorpssoldater med duetransporterende hunde. Figurerne viser soldaten i færd med at slippe duen, der bærer på et kamera i overstørrelse, fri.